# Flyboard

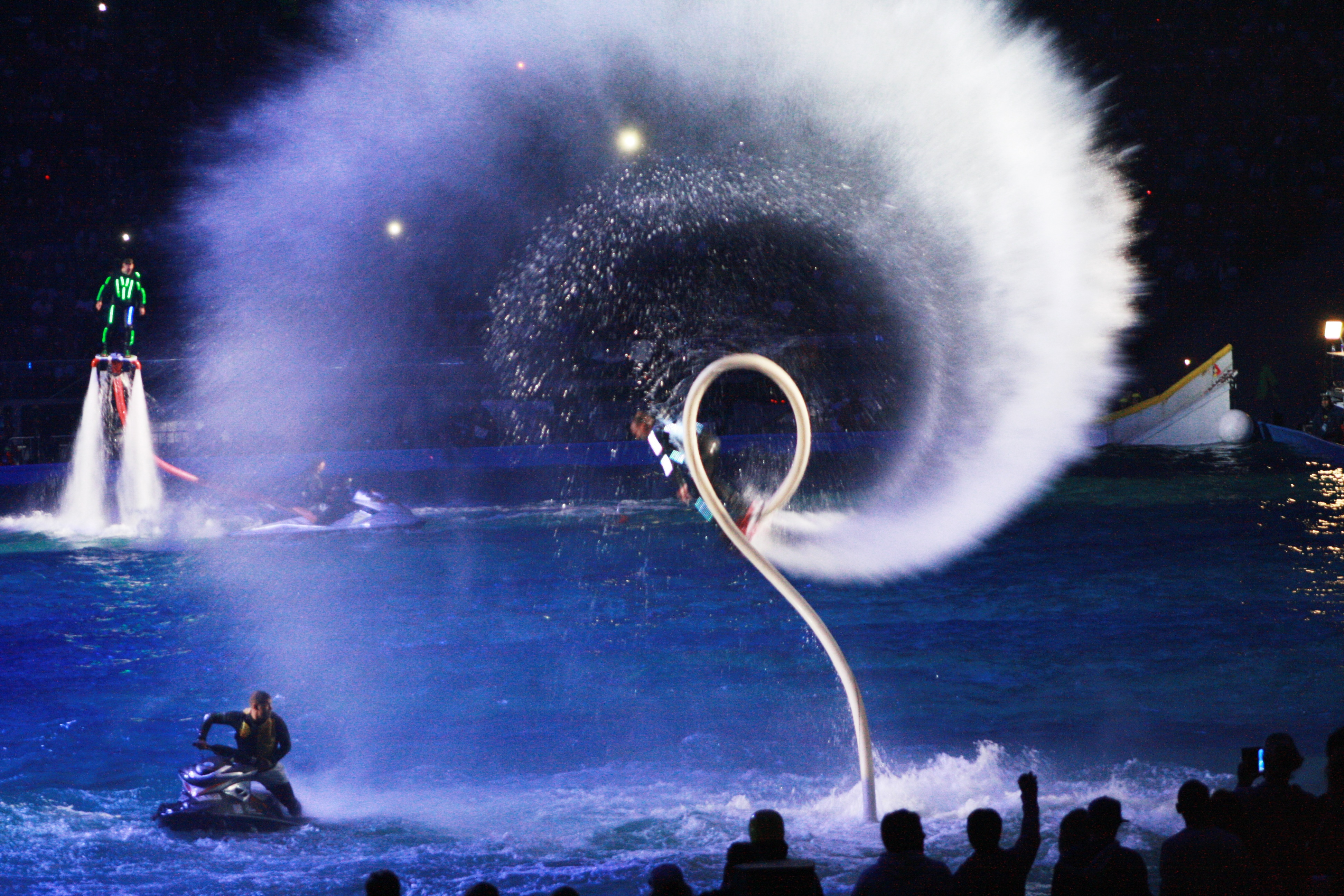
Acrobàcia amb flyboard

El Flyboard és un tipus de hoverboard que està unit mitjançant una mànega llarga a una moto aquàtica, la qual fa possible sostenir el Flyboard a través de l'aire o de l'aigua per poder realitzar un esport que es coneix com a flyboarding. L'aigua és forçada a pressió des de la moto aquàtica, a través d'una mànega, fins a uns filtres adossats a unes botes que sostenen al pilot, que projecten dolls d'aigua a pressió aconseguint un empenyiment, amb aquesta disposició, i amb el control del pilot sobre l'orientació vectorial dels dolls d'aigua, es pot arribar a una alçada de fins a 15 metres en l'aire o submergir-se de cap a l'aigua fins a 2,5 metres.
La versió més recent propulsada per aire, va aconseguir un rècord mundial Guinness per al vol més extens per una aerotaula, sobrepassant els 2 quilòmetres (2.252 metres) a l'abril de 2016. Conegut com a Flyboard Air, segons el seu inventor, permet un vol de fins a 10.000 peus d'altura, amb una velocitat màxima de 150 kmh, compta amb 10 minuts d'autonomia, i no té cap mànega acoblada (ja que és propulsat pels gasos d'unes turbines a reacció).

## Història
El Flyboard va ser inventat a la tardor del 2012 per Franky Zapata. El disseny permet que el dispositiu surti de l'aigua i es mantingui estable en l'aire. Això es va aconseguir per la propulsió i l'estabilització sota els peus. L'Institut nacional francès de la propietat industrial va atorgar a Zapata una patent per a la seva invenció. El Flyboard va ser objecte d'una demanda del competidor Jetlev, que es va desestimar sense perjudici el març de 2013. El Flyboard va ser presentat al públic per primera vegada al Campionat Mundial de motos d'aigua de 2012 a la Xina. Des que va sortir a la venda el 2012 se'n han venut al voltant de 2500 unitats.
En la temporada 2015 d'"America got talent, un entusiasta del Flyboard Damone Rippy va realitzar Flyboarding en la seua actuació en el programa.

## Informació tècnica
El Flyboard és un dispositiu que va connectat a una moto d'aigua (PWC), mitjançant una mànega gruixuda. Està dissenyat de manera que la PWC segueixi la pista del pilot, permetent al pilot múltiples graus de llibertat, fins i tot permetent-li anar sota l'aigua si així ho desitja. El pilot està lligat al Flyboard mitjançant fixacions similars a les d'un wakeboard i el pilot està impulsat per raigs d'aigua per sota del dispositiu. Per a més seguretat el Flyboard pot flotar, fet que també permet al pilot descansar a l'aigua entre els passejos. En casos de lloguer cal l'ús d'un dispositiu de flotació personal i el casc amb finalitats de seguretat per protegir-se contra traumatismes cranials en cas que el pilot es impacti amb la moto aquàtica o altres estructures fixes.
L'alimentació del dispositiu es controla mitjançant l'accelerador de la moto aquàtica (PWC). L'equip es pot utilitzar de dues maneres: la primera requereix dues persones, el pilot i una altra per controlar l'accelerador PWC que regula la potència i l'altura del pilot. La segona es basa en un accessori anomenat Kit de gestió electrònica (EMK) que permet al pilot controlar l'accelerador de la PWC.

## Competicions
El primer Campionat Mundial de Flyboard va tenir lloc a Doha, Qatar, a l'octubre de 2012.

## Pel·lícules
Per primera vegada, un Flyboard va aparèixer en una pel·lícula de Hollywood Bang Bang! de Hrithik Roshan.